# Ticorea longiflora
Ticorea longiflora är en vinruteväxtart som beskrevs av Dc.. Ticorea longiflora ingår i släktet Ticorea och familjen vinruteväxter. Inga underarter finns listade i Catalogue of Life.